# Jakob Steiner
Jakob Steiner   (Utzenstorf, 18 de març de 1796 - Berna, 1 d'abril de 1863) va ser un matemàtic suís.

## Biografia
Va néixer a la vila d'Utzenstorf, al Cantó de Berna. fill d'uns pagesos que no volien que deixés el negoci familiar, per això Steiner no va aprendre a llegir i escriure fins el catorze anys. El 1814, amb divuit anys, va marxar de casa per estudiar a l'escola de Johann Heinrich Pestalozzi a Yverdon. Després de quatre anys va marxar a Heidelberg el 1818 per continuar estudis a la Universitat, i posteriorment va viatjar a Berlín. En tots dos llocs es va guanyar la vida fent classes particulars de matemàtiques. A Berlín va conèixer Crelle, que, motivat per les seves habilitats i les d'Abel, en aquell temps també a Berlín, va fundar el 1826 la famosa revista Journal für die reine und angewandte Mathematik (Revista de Matemàtica pura i aplicada). Steiner hi va fer nombroses publicacions.
Gràcies de la publicació l'any 1832 del seu llibre «Systematische Entwickelung,» va rebre un doctorat honorífic de la Universitat de Königsberg (actual Kaliningrad.), sota el patrocini de Jacobi, qui també va promoure el 1834 la creació per a ell d'una nova càtedra de geometria a Berlín amb el suport dels germans Alexander i Wilhelm von Humboldt. Steiner va ocupar aquesta càtedra fins a la seva mort, ocorreguda a Berna l'1 d'abril de 1863. En morir sense descendència (mai es va casar) va deixar la meitat de la seva fortuna a l'Acadèmia de Ciències de Berlín per a que dotessin un premi que portés el seu nom.

## Obra
L'obra matemàtica de Steiner es va centrar en el camp de la geometria, que va desenvolupar amb mètodes sintètics, excloent totalment els analítics, que odiava, ja que es diu que els considerava una desgràcia per a la geometria fins i tot quan s'obtinguessin resultats iguals o superiors. En el seu camp, va sobrepassar tots els seus contemporanis. Les seves investigacions es distingeixen per la seva generalitat, la riquesa de les seves fonts i el rigor de les seves demostracions. Se l'ha considerat el geni de la geometria pura més gran des de Apol·loni de Perge.

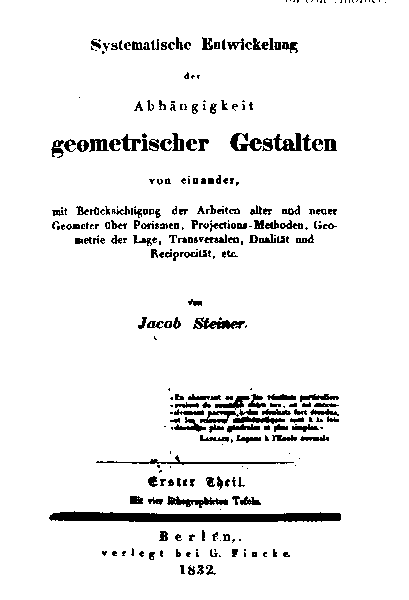
Portada de la primera edició del Systematische Entwickelung (1832).

En el seu «Systematische Entwickelung der Abhängigkeit geometrischer Gestalten von einander» Steiner va assentar les bases de la geometria pura moderna, descrivint les formes geomètriques i les seves correspondències mitjançant el que ell mateix anomenà geometria projectiva. Va donar una descripció novedosa de la generació de les seccions còniques i les superfícies quadràtiques de revolució, basada en l'ús de feixos de rectes i plans, que duen més directament que altres mètodes a les propietats de les còniques i en revelen la connexió amb les formes biològiques. En aquest tractat, a més, s'analitza per primera vegada el principi de dualitat, conseqüència de les propietats fonamentals del pla, la recta i el punt.
En un segon petit volum, «Die geometrischen Constructionen ausgeführt mittels der geraden Linie und eines festen Kreises» (Construccions geomètriques mitjançant línia recta i cercle) publicat també el 1833 i reeditat el 1895 per Ottingen, Steiner mostra allò que ja havia estat suggerit per Jean Victor Poncelet: com tots els problemes de segon ordre poden resoldre's amb ajuda d'un regle sense usar compàs, tan bon punt es disposa d'un (únic) cercle en el paper.
També va escriure «Vorlesungen über synthetische Geometrie» Lliçons de geometria pura, publicat en forma pòstuma a Leipzig per Geiser i Schroeter en 1867: la tercera edició es va publicar en 1887.
La resta dels escrits de Steiner es van publicar principalment en el Journal de Crelle, el primer número del qual conté quatre dels seus articles. Els més importants són els dedicats a les funcions algebraiques i a les superfícies, i particularment el «Allgemeine Eigenschaften algebraischer Curven», tot i contenir només resultats, sense descriure els mètodes utilitzats per a obtenir-los. Segons L. O. Hesse, aquests escrits, com els teoremes de Fermat, constitueixen desafiaments per a les generacions actuals i futures. Eminents analistes van aconseguir demostrar alguns d'aquests teoremes, però no es va donar una demostració de tots ells, mitjançant un mètode sintètic uniforme, fins que Luigi Cremona ho va fer en el seu llibre sobre corbes algebraiques.
Altres recerques importants de Steiner són les dedicades a l'estudi de màxims i mínims. Partint de proposicions elementals, va avançar en la solució de problemes la resolució analítica dels quals requereix avui càlcul de variacions, no disponible en aquella època.

## Teorema de Steiner
Es tracta d'un teorema molt conegut emprat en el càlcul de peces i estructures resistents. Sovint complementa el teorema de Guldin.